# Żernica (gmina)

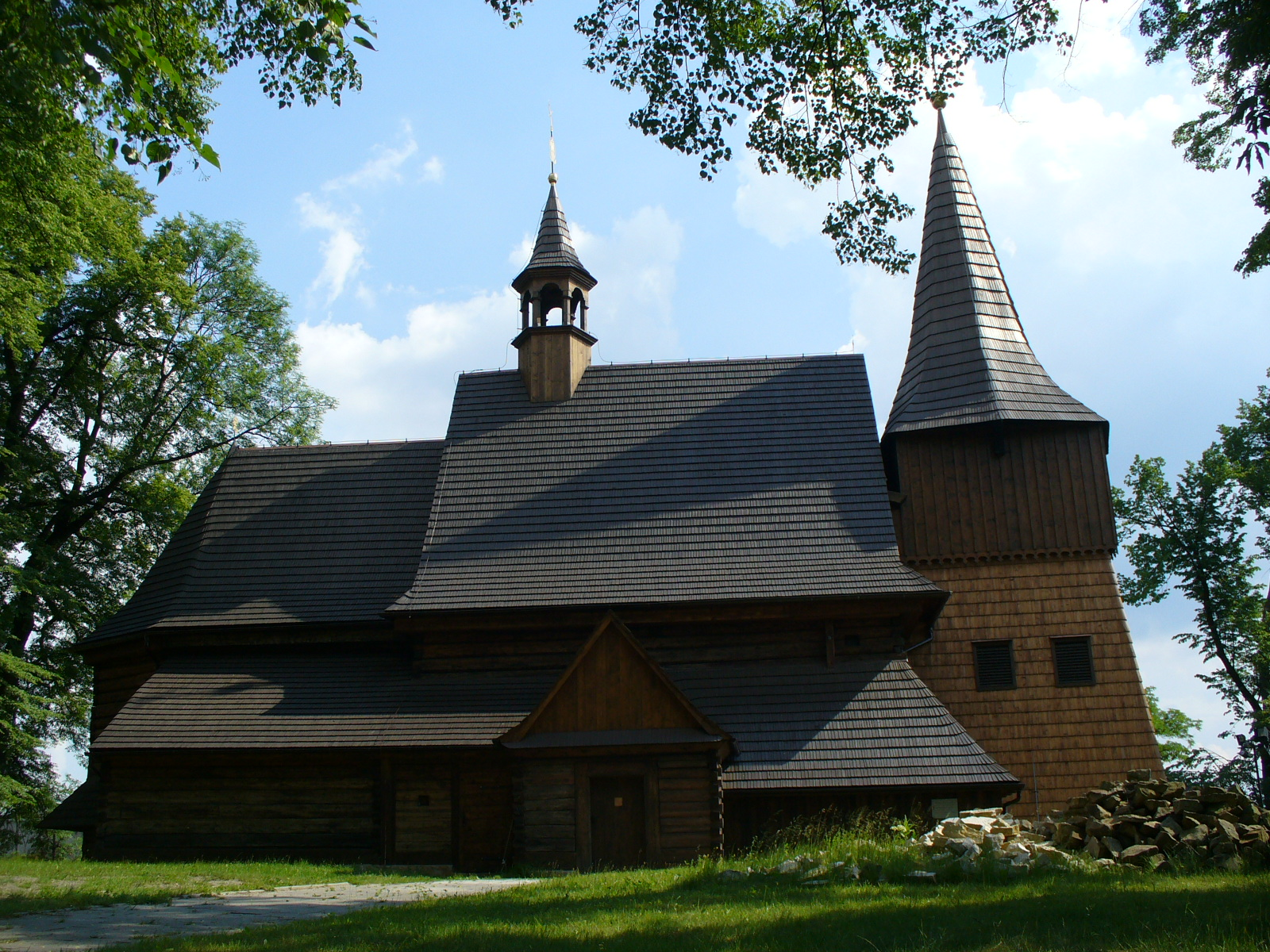
Kościółek w Żernicy

Żernica (1945–54 Bojków) – dawna gmina wiejska istniejąca w latach 1973–1977 w woj. katowickim (dzisiejsze woj. śląskie). Siedzibą władz gminy była Żernica.
Gmina Żernica została utworzona 1 stycznia 1973 w powiecie gliwickim w woj. katowickim w miejsce zniesionych gromad:
W jej skład weszły obszary 6 sołectw: Bojków, Kuźnia Nieborowska, Leboszowice-Pilchowice, Nieborowice, Stanica i Żernica.
27 maja 1975 sołectwo Bojków włączono do Gliwic.
1 czerwca 1975 gmina weszła w skład nowo utworzonego (mniejszego) woj. katowickiego.
1 lutego 1977 gmina została zniesiona, a z jej obszaru (oraz z części obszaru znoszonej gminy Ochojec) utworzono nową gminę Pilchowice.